# Монако на зимових Олімпійських іграх 2014
Монако на зимових Олімпійських іграх 2014 року у Сочі було представлене 5 спортсменами у 2 видах спорту.